# Masatopes rufipes
Masatopes rufipes är en skalbaggsart som beskrevs av Stefan von Breuning och Jean François Villiers 1959. Masatopes rufipes ingår i släktet Masatopes och familjen långhorningar.
Artens utbredningsområde är Madagaskar. Inga underarter finns listade i Catalogue of Life.